# Mimulosia alticola
Mimulosia alticola là một loài bướm đêm thuộc phân họ Arctiinae, họ Erebidae.